# Liste der Baudenkmäler in Niedertaufkirchen

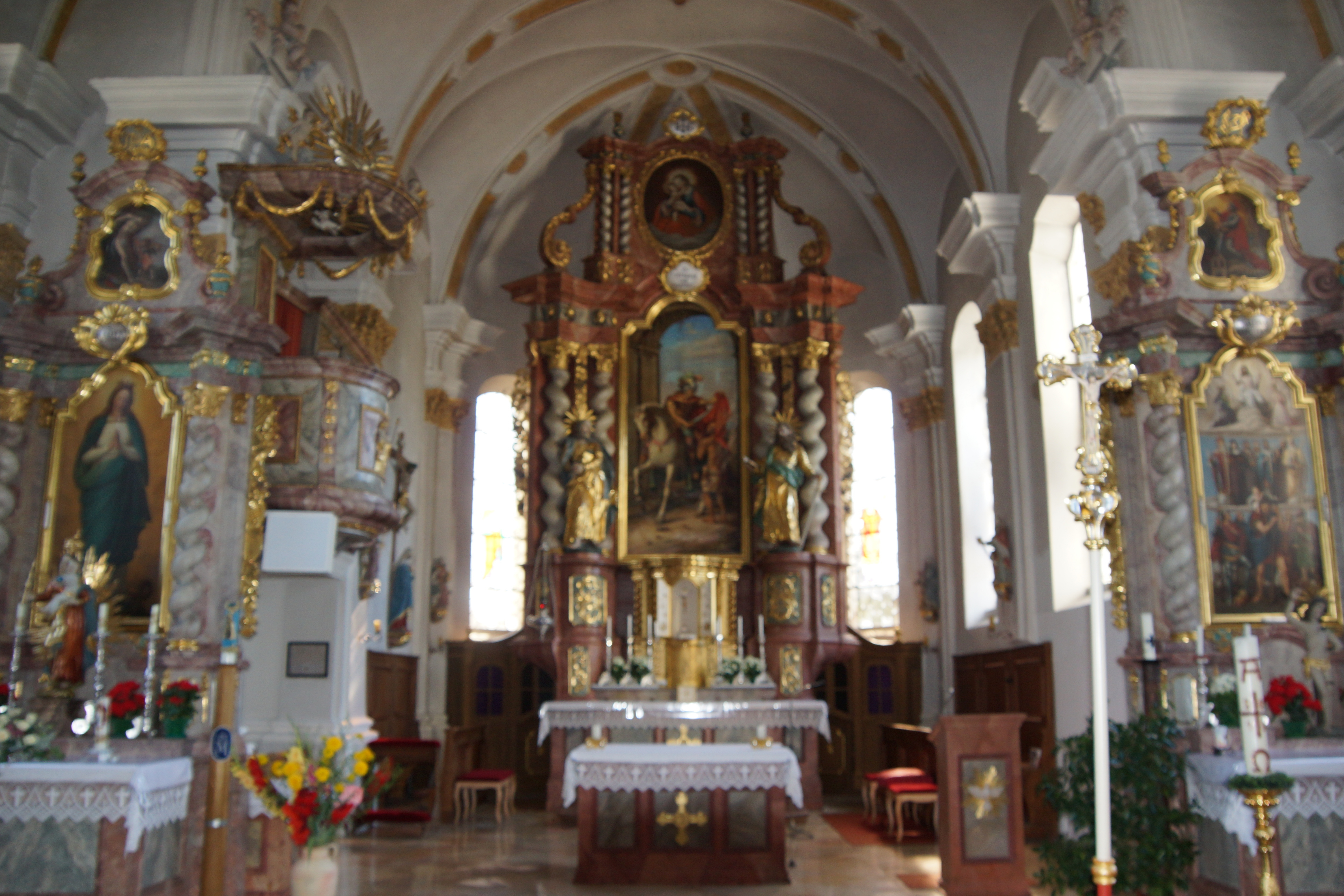
Innenraum von St. Martin in Niedertaufkirchen

Auf dieser Seite sind die Baudenkmäler in der oberbayerischen Gemeinde Niedertaufkirchen zusammengestellt. Diese Tabelle ist eine Teilliste der Liste der Baudenkmäler in Bayern. Grundlage ist die Bayerische Denkmalliste, die auf Basis des Bayerischen Denkmalschutzgesetzes vom 1. Oktober 1973 erstmals erstellt wurde und seither durch das Bayerische Landesamt für Denkmalpflege geführt wird. Die folgenden Angaben ersetzen nicht die rechtsverbindliche Auskunft der Denkmalschutzbehörde.

## Baudenkmäler nach Ortsteilen

### Niedertaufkirchen
| Lage                     | Objekt                                | Beschreibung | Akten-Nr.     | Bild           |
| ------------------------ | ------------------------------------- | --- | ------------- | -------------- |
| Flur Freiling (Standort) | Wegkapelle                            | Neugotischer Bau mit dreiseitigem Chor, bezeichnet mit dem Jahr 1872; südwestlich des Weilers am alten Wallfahrerweg nach Altötting.                      | D-1-83-131-34 | BW             |
| Hauptstraße 3 (Standort) | Stadel                                | Bundwerkstadel des ehemaligen Dreiseithofes, nördlich mit gemauertem Erdgeschoss, nach Mitte 19. Jahrhundert.                                             | D-1-83-131-2  | BW             |
| Hauptstraße 6 (Standort) | Katholische Pfarrkirche St. Mauritius | Saalkirche mit eingezogenem Chor, unter Einbeziehung des Nordturm-Unterbaus der spätmittelalterlichen Vorgängerkirche 1723–62 errichtet; mit Ausstattung. | D-1-83-131-1  | weitere Bilder |

### Oberscherm
| Lage                    | Objekt     | Beschreibung | Akten-Nr.     | Bild |
| ----------------------- | ---------- | --- | ------------- | ---- |
| Buchöd (Standort)       | Wegkapelle | Kleiner Satteldachbau, 19./20. Jahrhundert; mit Ausstattung; umgeben von drei schmiedeeisernen Kreuzen zum Gedenken der gefallenen Soldaten, von 1809; am Weg nach Scheuerer.                                  | D-1-83-131-21 | BW   |
| Buchöd (Standort)       | Maria Hilf | Kapelle, kleiner Satteldachbau mit Vorhalle, 1838, restauriert; mit Ausstattung; am Weg nach Scheuerer. | D-1-83-131-22 | BW   |
| Oberscherm 1 (Standort) | Paarhof    | Nördlich firstgedrehtes Stockhaus, mit Blockbau-Obergeschoss und Traufschrot, Ende 18. Jahrhundert; südlich Bundwerkstadel, mit seltener Figuration und teilgemauertem Erdgeschoss, wohl noch 18. Jahrhundert. | D-1-83-131-19 | BW   |
| Oberscherm 5 (Standort) | Stadel     | Bundwerkstadel, erste Hälfte 19. Jahrhundert. | D-1-83-131-20 | BW   |

### Weitere Ortsteile
| Lage                                         | Objekt                               | Beschreibung | Akten-Nr.     | Bild           |
| -------------------------------------------- | ------------------------------------ | --- | ------------- | -------------- |
| Albing 2 (Standort)                          | Stadel                               | Riegelbundwerkstadel, mit gemauertem Teil, Mitte 19. Jahrhundert. | D-1-83-131-3  | BW             |
| Arbing 8a (Standort)                         | Bauernhaus                           | Ehemaliges Bauernhaus, mit Blockbau-Obergeschoss, über den Ställen seitlich Bundwerk, Ende 18. Jahrhundert. | D-1-83-131-4  | BW             |
| Arbing, Taufkirchener Feld (Standort)        | Bildstock                            | 18./19. Jahrhundert; am Weg nach Niedertaufkirchen. | D-1-83-131-5  | BW             |
| Eggerding (Standort)                         | Stadel                               | Bundwerkstadel des Vierseithofes, reich gestaltet, mit Flachsatteldach, Giebelschalung und gemauertem Erdgeschoss, 18./19. Jahrhundert. | D-1-83-131-6  | BW             |
| Feuereck (Standort)                          | Feldkapelle                          | Kleiner Satteldachbau, 19. Jahrhundert; an der Straße nach Hellsberg. | D-1-83-131-7  | BW             |
| Freiling 6 (Standort)                        | Stockhaus                            | Firstgedrehtes Stockhaus des ehemaligen Dreiseithofes, Wohnstallhaus mit Blockbau-Kniestock und Traufschrot, um 1840. | D-1-83-131-8  | BW             |
| Hafenöd (Standort)                           | Kapelle                              | Kleiner Satteldachbau, 19. Jahrhundert. | D-1-83-131-10 | BW             |
| Haunertsholzen 3 (Standort)                  | St. Ulrich                           | Katholische Filialkirche, kleiner verputzter Backsteinbau mit Dachreiter, 14. Jahrhundert, im 17. Jahrhundert stark verändert; mit Ausstattung. | D-1-83-131-11 | BW             |
| Haunertsholzen 5a (Standort)                 | Wegkapelle                           | Kleiner Satteldachbau mit Treppengiebel, 19. Jahrhundert; mit Ausstattung; an der Straße nach Neumarkt-St. Veit. | D-1-83-131-12 | BW             |
| Hellsberg 5 (Standort)                       | Ehemaliges Hofmarksschloss Hellsberg | Dreigeschossiger Putzbau, mit hohem Krüppelwalmdach, erbaut 1520, im Inneren zweite Hälfte 18. Jahrhundert barockisiert; zugehörig Schlosskapelle St. Michael, kleiner spätromanisch-frühgotischer verputzter Backsteinbau, 14. Jahrhundert; mit Ausstattung.  | D-1-83-131-13 | weitere Bilder |
| Hierading, Aufeld in der Flur Loh (Standort) | Kapelle                              | Wegkapelle, mit Treppengiebel, 19. Jahrhundert; mit Ausstattung; an der Straßenabzweigung von Niedertaufkirchen. | D-1-83-131-14 | BW             |
| Leoprechting 3 (Standort)                    | St. Leonhard                         | Katholische Filialkirche, spätromanischer verputzter Backsteinbau mit Dachreiter, gotisch verändert, 14. Jahrhundert, im 18. Jahrhundert Erhöhung der Außenmauern; mit Ausstattung.                                                                            | D-1-83-131-16 | BW             |
| Lossing, Stettener Wiesen (Standort)         | Stadel                               | Riegelbundwerk, Mitte 19. Jahrhundert. | D-1-83-131-17 | BW             |
| Neuberg 1 (Standort)                         | Stockhaus                            | Firstgedrehtes Stockhaus des Dreiseithofes, zweigeschossig mit Traufschrot, nach Mitte 19. Jahrhundert; südlich Hütte, eingeschossiger Satteldachbau mit Korbbogenarkaden, um 1850.                                                                            | D-1-83-131-18 | BW             |
| Oberstraß (Standort)                         | Feldkapelle                          | Kleiner Satteldachbau mit Treppengiebel, 19. Jahrhundert; mit Ausstattung. | D-1-83-131-23 | Feldkapelle    |
| Ranerding 2 (Standort)                       | Stockhaus                            | Stockhaus des Dreiseithofes, mit Blockbau-Obergeschoss und Flachsatteldach, wohl erstes Viertel 19. Jahrhundert; Bundwerkstadel, wohl erstes Viertel 19. Jahrhundert, um 1980 restauriert; Hofkapelle, Giebel mit Zinnen, bezeichnet mit dem Jahr 1923/25 (?). | D-1-83-131-25 | BW             |
| Roßbach 11 (Standort)                        | Kapelle                              | Lourdeskapelle, mit Dachreiter, 1886; mit Ausstattung; westlich an der Friedhofsmauer. | D-1-83-131-29 | BW             |
| Roßbach 13 (Standort)                        | St. Ägidius                          | Katholische Pfarrkirche, Wandpfeilerkirche mit eingezogenem Chor, Molasse-Sandstein-Quader, teilweise durch Ziegel überhöht, 12. Jahrhundert und frühes 18. Jahrhundert; mit Ausstattung; mit Friedhofsmauer, wohl 18. Jahrhundert.                            | D-1-83-131-28 | BW             |
| Stetten 34 (Standort)                        | Jägerhäusl                           | Ehemaliges Wohnstallhaus der ehemaligen Schlossanlage Stetten, zweigeschossiger Blockbau mit Traufschrot und Satteldach, 17. Jahrhundert. | D-1-83-131-31 | BW             |
| Stetten 59 (Standort)                        | Hl. Geist                            | Katholische Filialkirche, Saalbau mit Dachreiter, errichtet auf gotischer Grundlage, im 17. Jahrhundert barock verändert; mit Ausstattung. | D-1-83-131-30 | BW             |
| Winkl 1 (Standort)                           | Hakenhof                             | Ehemaliger Kleinbauernhof; Ehemaliges Bauernhaus zweigeschossig mit Blockbaugiebel, bezeichnet mit dem Jahr 1781; Hakenstadel mit Riegelbundwerk, wohl gleichzeitig, 1980 restauriert.                                                                         | D-1-83-131-32 | BW             |

## Ehemalige Baudenkmäler
In diesem Abschnitt sind Objekte aufgeführt, die früher einmal in der Denkmalliste eingetragen waren, jetzt aber nicht mehr. Objekte, die in anderem Zusammenhang also z. B. als Teil eines Baudenkmals weiter eingetragen sind, sollen hier nicht aufgeführt werden. Aktennummern in diesem Abschnitt sind ehemalige, jetzt nicht mehr gültige Aktennummern.

| Lage                     | Objekt      | Beschreibung | Akten-Nr.     | Bild |
| ------------------------ | ----------- | --- | ------------- | ---- |
| Romöd Romöd 1 (Standort) | Vierseithof | Nördlich ehemaliges Wohnstallhaus, Typ des firstgedrehten Stockhauses, mit Flachsatteldach und Traufschrot, erste Hälfte 19. Jahrhundert; östlich Bundwerkstadel, nach Mitte 19. Jahrhundert; südlich Nebengebäude, gemauert, nach Mitte 19. Jahrhundert; westlich gemauerte Hütte, nach Mitte 19. Jahrhundert. | D-1-83-131-27 | BW   |